# Enarganthe
Enarganthe é um género botânico pertencente à família Aizoaceae.